# Stefan Koppelkamm
Stefan Koppelkamm (* 1952 in Saarbrücken) ist ein deutscher Künstler, Fotograf, Designer und Autor. Er lebt in Berlin und Palermo.

## Leben und Werk
Stefan Koppelkamm studierte von 1971 bis 1976 an der Kunsthochschule Kassel bei Hans Hillmann, Floris M. Neusüß und Heinz Nickel mit den Schwerpunkten Grafik-Design, Fotografie und Druckgrafik. 1978 entstanden auf einer Reise nach Belgien und Großbritannien Fotografien für ein Buch über die Wintergärten des 19. Jahrhunderts. In den Jahren 1978 bis 1979 lebte er in Berkeley und San Francisco. Parallel zur Arbeit an dem geplanten Buch entstanden dort Malereien auf Papier, die 1980 im Kasseler Kunstverein ausgestellt wurden. 1981 erschien sein Buch Gewächshäuser und Wintergärten im 19. Jahrhundert zu der gleichnamigen Ausstellung in Kassel. Seither arbeitete er freiberuflich als Architekturfotograf sowie als Fotograf und Autor für verschiedene Zeitschriften in Berlin und forschte zu architektur- und gartengeschichtlichen Themen. 1987 brachte er sein Buch Der imaginäre Orient. Exotische Architekturen des 18. und 19. Jahrhunderts heraus und kokuratierte die Ausstellung Exotische Welten – Europäische Phantasien im Württembergischen Kunstverein Stuttgart. Ein weiterer Schwerpunkt seiner Arbeit wurde die Kuratierung und Gestaltung von Ausstellungen (u. a. Peter Joseph Lenné, Deutsches Architekturmuseum, 1993).
Von 1993 bis 2017 war Koppelkamm Professor für Visuelle Kommunikation an der Kunsthochschule Berlin-Weißensee. 2014/15 und 2017/18 hatte er Gastprofessuren an der Accademia di Belle Arti di Palermo.
Mit der Veröffentlichung seines Fotobuchs Ortszeit Local Time verlagerte sich der Schwerpunkt seiner Arbeit in den Bereich der künstlerischen Fotografie. Seine Projekte beziehen sich fast immer auf den urbanen Raum. Sie machen soziale und historische Veränderungen sichtbar (Ortszeit Local Time, Stuttgart, 2006), thematisieren Phänomene des globalen urbanen Lebens (Screening, Stuttgart 2010) oder erforschen die Widersprüche einer historischen Stadt (Palermo. Lavori in corso, Berlin, 2017). In seinem Projekt Essen, Trinken, Reden (2012/13) erforscht er das Verhältnis zwischen Raum und akustischer Atmosphäre, indem er Fotografien leerer Restaurants mit Tonaufnahmen kombiniert.
Seit Jahren sammelt Stefan Koppelkamm Szenen aus Spielfilmen, in denen es um Kunst, Künstler und Künstlerinnen und ihr Publikum geht. Basierend auf seinem Archiv montiert er unter dem Projekttitel How about Art? neue kurze Filme, die er als Filminstallationen ausstellt. Beginnend mit Fotografien von Plakatwänden, die Koppelkamm in Palermo und Berlin macht, entstehen seit 2018 großformatige, skulpturale Papierarbeiten, die in der Tradition der Décollagisten Mimmo Rotella, Jacques Villeglé und Raymond Hains stehen.

## Bücher
- Gewächshäuser und Wintergärten im 19. Jahrhundert. Stuttgart 1981, ISBN 3-7757-0163-X.
- Glasshouses and Wintergardens of the Nineteenth Century. London/New York 1981, ISBN 978-0-8478-0387-3.
- Der imaginäre Orient. Exotische Architekturen des 18. und 19. Jahrhunderts. Berlin 1987, ISBN 978-3-433-02265-8.
- Der imaginäre Orient. Exotische Architekturen des 18. und 19. Jahrhunderts. Tokyo 1991, ISBN 4-306-09318-2.
- Künstliche Paradiese. Gewächshäuser und Wintergärten des 19. Jahrhunderts. Berlin 1988, ISBN 978-3-433-02280-1.
- Künstliche Paradiese. Gewächshäuser und Wintergärten des 19. Jahrhunderts. Tokyo 1991, ISBN 4-306-09319-0.
- mit Michael Seiler: Pfaueninsel. Berlin/Tübingen 1993, ISBN 3-8030-2713-6.
- Ortszeit Local Time. Mit einem Text von Ludger Derenthal, Stuttgart 2006, ISBN 3-936681-03-1.
- Screening. Mit Texten von Roland Schimmelpfennig, Stuttgart/London 2010, ISBN 978-3-936681-41-3.
- The Imaginary Orient. Stuttgart/London 2015, ISBN 3-936681-77-5.
- Palermo. Lavori in corso. Berlin 2017, ISBN 978-3-7757-4317-4.

## Ausstellungskataloge
- Stefan Koppelkamm: Boire, manger, parler. Images et sons. In: Mois de la Photo à Paris 2012. Arles 2012, ISBN 978-2-330-01015-7, S. 276 ff.
- Ludger Derenthal: Ein neuer Blick. Architekturfotografie aus den staatlichen Museen Berlin. Museum für Fotografie, Berlin 2010, ISBN 978-3-8030-0704-9, S. 331/332, 341.
- Hans-Werner Schmidt (Hrsg.): Stefan Koppelkamm. Häuser Räume Stimmen. Houses Rooms Voices. Ausstellungskatalog, Museum der bildenden Künste Leipzig, Ostfildern 2016, ISBN 978-3-7757-4118-7.

## Einzelausstellungen
- 2009–2010: Ortszeit Local Time. Museo di Roma; Goethe-Institut Neapel;[18][19] Centre Méridional de l’Architecture, Toulouse; Goethe-Institut Lyon; Palais Carré de Baudouin, Paris; Museum für Kommunikation, Berlin.
- 2012: Boire, manger, parler. Images et sons. Goethe-Institut, Paris.
- 2013: Essen, trinken, reden. Schloss Neuhardenberg.
- 2015: Screening. Galerie t, Düsseldorf.
- 2016: Stefan Koppelkamm. Häuser Räume Stimmen. Houses Rooms Voices. Museum der bildenden Künste, Leipzig.
- 2017: Palermo. Lavori in corso. Palazzo Ziino, Palermo.
- 2022: Stefan Koppelkamm, How about Art? Filminstallation, Kunst- und Projekthaus Torstraße 111, Berlin.

## Ausstellungsbeteiligungen
- 2004: Back to Kassel 3 – Fotografie. Kasseler Kunstverein.
- 2006: Stadt/Fotografie. Stadtmuseum Düsseldorf.
- 2010: Ein neuer Blick. Architekturfotografie aus den staatlichen Museen Berlin. Museum für Fotografie, Berlin.
- 2023: Abstract City. Diamant Offenbach, Museum of Urban Culture.

## Arbeiten in öffentlichen Sammlungen
- Museum für Fotografie (Berlin)
- Museum der bildenden Künste Leipzig